# توجيه حرية الوصول إلى المعلومات
حرية الوصول إلى المعلومات (2003/4 / EC) هو توجيه الاتحاد الأوروبي بعنوان رسمي «التوجيه رقم 2003/4 / EC للبرلمان الأوروبي والمجلس بتاريخ 28 يناير 2003 بشأن وصول الجمهور إلى المعلومات البيئية وإلغاء المجلس التوجيه 90/313 / EEC».
الغرض من التوجيه هو التأكد من أن المعلومات البيئية متاحة بشكل منتظم ويتم توزيعها على الجمهور. يتطلب التوجيه من الدول الأعضاء التأكد من أن السلطات العامة مطالبة بإتاحة المعلومات البيئية التي تحتفظ بها لأي شخص اعتباري أو طبيعي عند الطلب.
في عام 1998، وقعت الجماعة الأوروبية على اتفاقية بشأن الوصول إلى المعلومات والمشاركة العامة في صنع القرار والوصول إلى العدالة في المسائل البيئية (اتفاقية آرهوس). ينفذ التوجيه الخاص بحرية الوصول إلى المعلومات الاتفاقية.

## الاستثناءات
السلطات العامة مطالبة بنشر المعلومات عند الطلب مع مراعاة الاستثناءات عندما تكون الطلبات كالتالي:
- لا تحتفظ السلطة بالمعلومات المطلوبة
- الطلب غير معقول بشكل واضح
- الطلب عام للغاية
- المعلومات المطلوبة قيد الإنجاز
- يتعلق الطلب بالاتصالات الداخلية
- الكشف عن المعلومات والتي من شأنها أن تؤثر سلبًا على:
  - سرية إجراءات السلطات العامة أو المعلومات التجارية أو الصناعية
  - الأمن العام أو الدفاع الوطني
  - مسار العدالة
  - حقوق الملكية الفكرية
  - سرية البيانات الشخصية
  - مصالح الشخص الذي قدم المعلومات على أساس طوعي
  - حماية البيئة.

## المحتوى
- السرد
- المادة 1 - الأهداف
- المادة 2 - التعاريف
- المادة 3 - الوصول إلى المعلومات البيئية عند الطلب
- المادة 4 - الاستثناءات
- مادة 5 - الرسوم
- المادة 6 - الوصول إلى العدالة
- المادة 7 - نشر المعلومات البيئية
- المادة 8 - جودة المعلومات البيئية
- المادة 9 - إجراء المراجعة
- المادة 10 - التنفيذ
- المادة 11 - الإلغاء
- المادة 12 - الدخول حيز التنفيذ
- المادة 13 - المرسل إليهم
- الملحق - جدول الارتباط

## التنفيذ
في المملكة المتحدة، تم تنفيذ التوجيه بموجب لوائح المعلومات البيئية لعام 2004. في جمهورية أيرلندا، تم تنفيذ التوجيه باعتباره لوائح الجماعات الأوروبية (الوصول إلى المعلومات عن البيئة) لعام 2007.